# سلاطین سویینگ
«سلاطین سویینگ» (به انگلیسی: Sultans of Swing) ترانه‌ای از گروه موسیقی راک دایر استریتس است که سال ۱۹۷۸ میلادی در نخستین آلبومشان دایر استریتس منتشر شد. متن و آهنگ ترانه، ساختهٔ مارک نافلر رهبر گروه است. این تک‌آهنگ پس از بازانتشار در سال ۱۹۷۹ در بریتانیا و ایالات متحده اقبال فراوان یافت و تبدیل به یک اثر بسیار موفق شد.
«سلاطین سویینگ» در دوره‌ای منتشر شد که گروه‌های شاخص جریان پانک راک بر بازار موسیقی حکمرانی می‌کردند. شعر معمولی قطعه، صدای تودماغی نافلر و نوای شفاف و تمیز اِستِرتوکَستِر با علاقهٔ او به سولوهای طولانی همراه می‌شوند که طبق اصول خشک‌اندیشانهٔ پانکی کاملاً ناپسند به‌شمار می‌آید. اجراهای زندهٔ متنوعی از «سلاطین سویینگ» توسط گروه انجام شده و یکی از مشهورترین تک‌نوازی‌های گیتارِ مارک نافلر مربوط به اجرای این ترانه است که در آلبوم کیمیا قابل شنیدن است.